# Xã Caney, Quận Montgomery, Arkansas
Xã Caney (tiếng Anh: Caney Township) là một xã thuộc quận Montgomery, tiểu bang Arkansas, Hoa Kỳ. Năm 2010, dân số của xã này là 1.139 người.